# Ma vie selon moi
 (mai 2014).
Si vous disposez d'ouvrages ou d'articles de référence ou si vous connaissez des sites web de qualité traitant du thème abordé ici, merci de compléter l'article en donnant les références utiles à sa vérifiabilité et en les liant à la section « Notes et références ».

Ma vie selon moi est une série de romans jeunesse de Sylvaine Jaoui publiée aux éditions Rageot à partir de 2011.

## Résumé
Justine, seize ans vit dans un immeuble appelé la « maison bleue » avec ses parents, Sophie et Laurent, ainsi que son petit frère Théo âgé de six ans. Elle apprend qu'un inconnu va vivre au rez-de-chaussée de la « maison bleue »...
Des tas de péripéties s'ensuivent avec ses amis Jim et Ingrid, sa meilleure amie Léa, son cousin Nicolas et le mystérieux voisin : Thibault. Par la suite celui-ci rejoindra le groupe déjà composé de Justine, Léa, Nicolas, Jim et Ingrid.

## Liste des romans
La série Ma vie selon moi est illustrée par Colonel Moutarde.
1. Le Jour où tout a commencé, Rageot, 2011  (ISBN 9782700237573)
2. La Rencontre qui a tout changé, Rageot, 2011  (ISBN 9782700237603)
3. Le Grand Moment que j'attendais, Rageot, 2012  (ISBN 9782700237627)
4. La Soirée dont j'ai tant rêvé, Rageot, 2012  (ISBN 9782700237641)
5. Le Happy End que j'espérais, Rageot, 2012  (ISBN 9782700242683)
6. L’Avenir comme je l’imaginais… ou pas, Rageot, 2012  (ISBN 9782700242737)
7. Ensemble, enfin !, Rageot, 2014  (ISBN 9782700242911)
8. Sous le soleil de Floride, Rageot, 2015  (ISBN 978-2700249231)
9. Rien ne sépare ceux qui s'aiment, Rageot, 2015  (ISBN 978-2700242928)
10. Barcelone, mi amor !, Rageot, 2017  (ISBN 9782700256222)
11. Berlin nous appartient, Rageot, 2018  (ISBN 9782700259322)
12. La vie commence à New York, Rageot, 2019  (ISBN 9782700273793)

Il existe aussi un hors série Les petits secrets d'une grande série paru en 2016.